# Zarząd Rejestracyjny
Zarząd Rejestracyjny, Registrupr (ros. Регистрационное управление, Региструпр) – komórka wywiadu Armii Czerwonej, powołana 1 listopada 1918 w ramach Sztabu Polowego Rewolucyjnej Rady Wojskowej Republiki (RFSRR).
Zarząd wchodził organizacyjnie w skład Sztabu Polowego, którego etat został zatwierdzony tego dnia przez zastępcę przewodniczącego RRWS (Efraim Sklanski), głównodowodzącego Jukumsa Vācietisa i członka RRWS Karla Daniszewskiego. Do podległych instytucji i osób odpowiedzialnych etat został przekazany tajnym rozkazem RRWS nr 197/27 z 5 listopada i rozkazem Sztabu Polowego nr 46 z 8 listopada. Zgodnie z etatem sformowano sześć zarządów, w tym Rejestracyjny. Stał się on pierwszym centralnym organem agenturalnego wywiadu wojskowego Armii Czerwonej i pierwszym centralnym organem kontrwywiadu wojskowego. Dzień 5 listopada we współczesnej Rosji obchodzony jest jako święto powstania radzieckiego i rosyjskiego wywiadu wojskowego.

## Historia
I wojna światowa i rewolucje w Rosji 1917 roku praktycznie niemal całkowicie zniszczyły instytucje państwowe Imperium Rosyjskiego, w tym także struktury wywiadu wojskowego. Po podpisaniu traktatu pokojowego między Rosją a Niemcami w Brześciu Litewskim, zostały zlikwidowane organy wojskowego zarządzania, służba wywiadu armii carskiej jako samodzielna organizacja, zakończyła działalność. Na bazie jej struktur, w listopadzie i grudniu 1917, przy Stawce Najwyższego Głównodowodzącego w Mohylewie został sformowany Rewolucyjny Sztab Polowy i w jego ramach Wydział Agitacji i Zwiadu; na szefa wydziału został powołany W.A. Fejerabend.
W marcu 1918 do kierowania siłami zbrojnymi RSFSR została powołana Najwyższa Rada Wojskowa. Zastępcami szefa Zarządu Operacyjnego Rady do spraw wywiadu zostali A.N. Kowalewski i Borys Szaposznikow. Zgodnie z instrukcjami i wytycznymi Rady w sztabach formacji wojskowych różnych poziomów tworzono oddziały wywiadu, do których zaczęły napływać informacje wywiadowcze z frontów wojny domowej, ponownie zaczęto tworzyć odpowiednie struktury i schematy działań. Od maja 1918 do planowania i zarządzania operacjami na frontach włączono wydział operacyjny Ludowego Komisariatu Spraw Wojskowych, w którym oddziałem organizacyjnym i wywiadowczym kierował B.I. Kuzniecow.
Kolejnym krokiem było utworzenie zagranicznego wywiadu agenturalnego, wchodzącego organizacyjnie w skład Zarządu Głównego Sztabu Generalnego, kierowanego przez Nikołaja Potapowa. Wydział II Generał-Kwartirmejstera Zarządu składał się z pozyskującego (wywiadowczego) i analitycznych (regionalnych) biur. W sferze zainteresowań wydziału pozostawało gromadzenie, przetwarzanie i usystematyzowanie wszystkich uzyskiwanych informacji. Struktura ta została przekształcona w Wojskowy Wydział Statystyczny Zarządu Operacyjnego Wszechrosyjskiego Sztabu Głównego. Pod koniec czerwca 1918  komisarz ludowy spraw wojskowych Lew Trocki zatwierdził „Ogólne zasady służby wywiadu i kontrwywiadu” (ros. «Общее положение о разведывательной и контрразведывательной службе»).
1 listopada 1918 Rewolucyjna Rada Wojskowa RFSRR zatwierdziła etat Sztabu Polowego, który 5 listopada został wprowadzony rozkazem Rady nr 197/27 i zdublowany rozkazem sztabu nr 46. W ramach powołanego Sztabu utworzono Zarząd Rejestracyjny (Registrupr) pod kierownictwem Siemiona Arałowa po raz pierwszy jednocząc wszystkie organy wojskowego wywiadu agenturalnego, które istniały w tym czasie: sztabu głównego, Ludowego Komisariatu Spraw Wojskowych i Zarządu Operacyjnego Najwyższej Rady Wojskowej.
W skład Zarządu Rejestracyjnego wchodziły dwa wydziały: agenturalny (wywiadowczy) – 39 osób według etatu i kontroli wojskowej (kontrwywiadu) – 157 osób. Oprócz wywiadu strategicznego i operacyjnego, Zarząd prowadził działania celem uzyskania informacji wojskowo-technicznych i informacji o zaawansowanych osiągnięciach naukowych w sferze wojskowej.
Wywiadem wojskowym zajmował się również oddział wywiadowczy Zarządu Operacyjnego z etatem 15 osób, służba informacyjna pozostała także w Wojskowym Wydziale Statystycznym. Dlatego też, pomimo utworzenia centralnego organu, cały wywiad wojskowy pozostał rozdrobniony.
W listopadzie 1918 roku w Moskwie otwarto nową szkołę - Kursy wywiadu i kontroli wojskowej. Program szkolenia obejmował naukę przedmiotów ogólnowojskowych (artyleria, geografia, służba łączności, administracja, taktyka, topografia) i specjalistycznych (piechoty, artylerii, kawalerii, inżynierii wojskowej, kawalerii, topografii wojskowej, wywiadu agenturalnego i kontrwywiadu). Nieco później wprowadzono elementarną naukę języków obcych (francuski, niemiecki, angielski, japoński, szwedzki, fiński).
Od czerwca 1919 roku, zgodnie z nowymi etatami i przepisami, Zarząd Rejestracyjny został podporządkowany bezpośrednio Rewolucyjnej Radzie Wojskowej i do końca wojny domowej miał w swoim składzie wydział operacyjny (oddziały operacyjne, organizacyjne i techniczne), wydział informacyjny (oddział prasy i oddział swodoczny), wydział ogólny, oddział łączności, szyfrów, wydział organizacyjny (oddziały organizacyjne i inspektorskie), wydział ekonomiczno-finansowy.
Od kwietnia 1921 Zarząd Rejestracyjny został przekształcony w Zarząd Wywiadowczy Sztabu Robotniczo-Chłopskiej Armii Czerwonej (Razwiedupr), z jednoczesnym włączeniem do niego wydziału wywiadu wojskowego .